# Пер Зеттерберг
Пер Зе́ттерберг (швед. Pär Zetterberg, нар. 14 жовтня 1970, Фалькенберг) — шведський футболіст, що грав на позиції півзахисника.

## Клубна кар'єра
Народився 14 жовтня 1970 року в місті Фалькенберг. Вихованець юнацьких команд футбольних клубів «Фалкенберг» та «Андерлехт».
У дорослому футболі дебютував 1989 року виступами за команду клубу «Андерлехт», в якій провів два сезони, взявши участь лише у 2 матчах чемпіонату.
Протягом 1991–1993 років захищав на умовах оренди кольори команди клубу «Шарлеруа».
Своєю грою за останню команду знову привернув увагу представників тренерського штабу клубу «Андерлехт», до складу якого повернувся 1993 року. Цього разу відіграв за команду з Андерлехта ще сім сезонів своєї ігрової кар'єри. Більшість часу, проведеного у складі «Андерлехта», був основним гравцем команди.
2000 року уклав контракт з клубом «Олімпіакос», у складі якого провів наступні три роки своєї кар'єри гравця.
Завершив професійну ігрову кар'єру у клубі «Андерлехт». Повернувся до команди 2003 року, захищав її кольори до припинення виступів на професійному рівні у 2006.

## Виступи за збірну
1993 року дебютував в офіційних матчах у складі національної збірної Швеції. Протягом кар'єри у національній команді, яка тривала 7 років, провів у формі головної команди країни 30 матчів, забивши 6 голів.

## Титули та досягнення

### Командні
- Чемпіон Бельгії (6):

«Андерлехт»: 1990/91, 1993/94, 1994/95, 1999/00, 2003/04, 2005/06
- Володар Кубка Бельгії (1):

«Андерлехт»: 1993/94
- Володар Суперкубка Бельгії (2):

«Андерлехт»:  1993, 1995
- Володар Кубка бельгійської ліги (1):

«Андерлехт»: 1999/2000
- Чемпіон Греції (3):

«Олімпіакос»: 2000/01, 2001/02, 2002/03,

### Особисті
- Футболіст року у чемпіонаті Бельгії (2):

1993, 1997
- Найкращий шведський футболіст року (1):

1997